# Valerij Szemenovics Porkujan
Valerij Szemenovics Porkujan (ukránul: Валерій Семенович Поркуян, oroszul: Валерий Семёнович Поркуян; Kropivnickij, 1944. október 4. –) ukrán labdarúgó, edző.
A szovjet válogatott tagjaként részt vett az 1966-os és az 1970-es világbajnokságon.

## Sikerei, díjai
Dinamo Kijiv
- Szovjet bajnok (3): 1966, 1967, 1968
- Szovjet kupa (1): 1966